# Saint-Lazare (Québec)
Pour les articles homonymes, voir Saint-Lazare.
Saint-Lazare, également appelée Saint-Lazare-de-Vaudreuil,, est une municipalité québécoise située à l'ouest de la région métropolitaine de Montréal (Canada). Elle fait partie de la municipalité régionale de comté de Vaudreuil-Soulanges, en Montérégie.

## Histoire
Au XVIIIe siècle, alors que le territoire de Saint-Lazare faisait partie intégrante de la seigneurie de Vaudreuil, s'établissent les premiers habitants d'origine française. Ils sont principalement des cultivateurs, semant et récoltant avoine, seigle, sarrasin, maïs, pommes de terre, pois, fèves, tomates ou encore foin, dont ils remettent une partie au seigneur.
Le 31 décembre 1875, la paroisse de Saint-Lazare est érigée civilement. Elle est nommée en l'honneur du ressuscité Lazare. La localité est également appelée Saint-Lazare-de-Vaudreuil. La première église, construite en 1877, est complètement détruite par un incendie en 1942 et reconstruite en 1948.
La gare de Saint-Lazare sur la ligne du Canadien Pacifique, est habitée à l'étage par le chef de gare et sa famille de 1956 à 1969; elle est surnommée la gare fleurie. Le service de train de passagers cesse à Saint-Lazare en 1960, concentrant ses activités sur le transport de marchandises. Le temps de trajet entre Saint-Lazare et la gare Windsor au centre-ville de Montréal requiert alors 43 minutes. L'entreprise ferroviaire démolit la gare de Saint-Lazare, sise à l'angle du chemin Saint-Angélique et de la rue Duhamel. En 1993, la première bibliothèque municipale ouvre ses portes. Elle est remplacée dix ans plus tard, le 4 mars 2003, par un nouvel édifice. Le 29 décembre 2001, la municipalité obtient officiellement le statut de ville.

## Géographie
Le territoire de Saint-Lazare est borné au nord par la localité d'Hudson Acres (exclave de Vaudreuil-Dorion et la ville d'Hudson, à l'est par la ville de Vaudreuil-Dorion, au sud par les municipalités des Cèdres et de Saint-Clet, à l'ouest par la municipalité de Sainte-Marthe. Le territoire couvre une superficie totale de 67,35 km2 dont 66,91 km2 terrestres. La municipalité se trouve sur le plateau de Saint-Lazare, une élévation par rapport aux basses terres du Saint-Laurent où la qualité moindre des sols explique la limitation de l'activité agricole à la partie sud de la municipalité et la forte couverture en boisé. Comme le territoire constitue un sommet local, il fait partie de plusieurs bassins dont ceux des rivières à la Raquette, Vivery, Paiement, Denis-Vinet, Quinchien, tributaires de la rivière des Outaouais, de même que des rivières à la Graisse et Rouge qui se jettent dans le fleuve Saint-Laurent. À partir de son crénon, dans le centre-ouest de la municipalité, la rivière Rouge coule vers le sud-ouest. La forêt La Pinière couvre l'est du territoire. Le boisé du lac des Dunes est un milieu sensible où vivent des espèces menacées comme la fougère à chaîne (Woodwardia areolata (en)) et la salamandre à quatre doigts (Hemidactylium scutatum). La municipalité fait partie de la communauté urbaine de Montréal.

## Démographie
| 1991  | 1996   | 2001   | 2006   | 2011   | 2016   | 2021   |
| ----- | ------ | ------ | ------ | ------ | ------ | ------ |
| 9 055 | 11 193 | 12 895 | 17 016 | 19 295 | 19 917 | 22 354 |

Saint-Lazare a connu une forte croissance démographique depuis 1986, la population totale ayant passé à quelque 5 000 habitants alors à près de 20 000 en 2011.

## Administration
Les armoiries de la municipalité sont créées par Robert Rozon, citoyen de Saint-Lazare, en 1975. La devise « Patience vaincra » représente l'ardeur des dirigeants et des citoyens et citoyennes à préserver leur environnement, leurs institutions et leur identité. La bande symbolise la voie ferrée et la piste d'aviation. Les trois coquilles chargées de la bande représentent le territoire originel submergé par les eaux de la mer de Champlain de même que les sources d'eau locales. Au chef senestre de l'écu, la fleur de lys représente la population francophone et au dextre de la pointe, la rose symbolise la population anglophone. Les branches auxquelles sont rattachées les feuilles d'érable symbolisent l'appartenance au Canada; les feuilles représentent les espaces verts et le caractère résidentiel de la municipalité. La couronne à l'écu timbré, est l'emblème de la dignité et de la forteresse de la Ville. Le buste de lion surmontant la couronne murale symbolise l'expansion croissante de la localité.
En 2009, deux partis politiques municipaux s'affrontent, soit Vision partagée / Shared Vision et l'équipe Michel St-Louis Team - Parti Saint-Lazare. Le maire élu est alors Pierre Kary, chef du premier parti, lequel remporte quatre districts. Le deuxième parti fait élire des candidats dans deux districts (3 et 4). En juin 2012, lors d'une élection anticipée, Robert Grimaudo est élu maire,. La municipalité procède à un projet pilote de vote à domicile à l'élection de 2013. Lors de cette élection, le maire sortant Robert Grimaudo est réélu avec 60,1 % des voix contre 39,9 % pour l'ancien conseiller Michel Lambert, celui-ci sous la bannière du nouveau parti Alliance Saint-Lazare.
| Saint-Lazare Maires depuis 2002                                                                                      |                    |                                  |          |
| Élection | Maire              | Qualité                          | Résultat |
| 2002 | Paul Carzoli       | Candidat défait en 2009 et 2012  | Voir     |
| 2005 | Paul Carzoli       | Candidat défait en 2009 et 2012  | Voir     |
| 2009 | Pierre Kary        | Démissionne pour raison de santé | Voir     |
| 2012 | Robert Grimaudo    |                                  | Voir     |
| 2013 | Robert Grimaudo    | Voir                             |          |
| 2017 | Robert Grimaudo    | Voir                             |          |
| 2021 | Geneviève Lachance |                                  | Voir     |
| Élection partielle en italique Depuis 2005, les élections sont simultanées dans toutes les municipalités québécoises |                    |                                  |          |

|            | 2009-2013                                           | 2013-2017        |
| Maire      | Pierre Kary (2009-2012) Robert Grimaudo (2012-2013) | Robert Grimaudo  |
| District 1 | Jean-Pierre Giguère                                 | Lise Jolicoeur   |
| District 2 | Nathalie Richard                                    | Pamela Tremblay  |
| District 3 | Brigitte Asselin                                    | Brigitte Asselin |
| District 4 | Michel Lambert*                                     | Denis Briard     |
| District 5 | Gilbert Arsenault                                   | Serge David*     |
| District 6 | Jean-Claude Gauthier                                | Richard Nataf    |

* Maire suppléant
La ville de Saint-Lazare devient en 2014 propriétaire de la base de plein air des Cèdres, située dans la forêt La Pinière dont la plus grande partie se trouve alors à Saint-Lazare, dans le cadre d'un accord avec la municipalité des Cèdres et annexant la partie de territoire de celle-ci comprise dans la base de plein air. La municipalité fait partie de la MRC de Vaudreuil-Soulanges. Elle est l'une des municipalités de la MRC à être intégrée au territoire de la Communauté métropolitaine de Montréal.
La population locale est représentée à l'Assemblée nationale du Québec par le député de la circonscription de Soulanges alors qu'à la Chambre des communes du Canada, le représentant est le député de la circonscription de Vaudreuil-Soulanges.

## Urbanisme
La présence des boisés amène des dizaines de propriétaires de chevaux à s'établir à Saint-Lazare, notamment dans l'ouest du territoire. Les secteurs géographiques de Saint-Lazare comprennent entre autres le Boisé Colonial, Chanterel, Maple Ridge, Vallée Chaline et Saddlebrook. La ville de Saint-Lazare désire acquérir le boisé du lac des Dunes, un milieu à valeur écologique, afin d'y créer un parc de conservation mais un nombre suffisant de citoyens s'opposent au règlement d'emprunt. Le dernier secteur arboré du centre de Saint-Lazare fera place à un projet de condos. La base de plein air des Cèdres, administrée par la municipalité, est aménagée dans une pinière située à l'est.
Les grands axes routiers périphériques de Saint-Lazare comprennent l'autoroute Félix-Leclerc (A-40) au nord, donnant accès à Saint-Lazare par les échangeurs 22 et 26, la route de la Cité-des-Jeunes (R-340) au sud, et la route 201 à l'ouest, reliant Rigaud à Salaberry-de-Valleyfield, chef-lieu de la région administrative. Celle-ci permet d'atteindre vers l'est l'autoroute 30, auparavant désignée comme autoroute 540, et la ville de Vaudreuil-Dorion. Vers l'ouest, cette route régionale se dirige à Saint-Clet. Le chemin Saint-Angélique constitue la route collectrice permettant d'atteindre les différents quartiers de la ville; elle donne vers l'ouest vers Rigaud et Sainte-Marthe. Le noyau villageois de Saint-Lazare se trouve à la rencontre de ce chemin avec la montée Saint-Lazare et l'avenue Bédard. Les chemins Saint-Louis et Saint-Charles, de même que les montées Saint-Robert et Harwood, forment d'autres routes collectrices de la municipalité. Le réseau cyclable local est relativement développé, notamment le long du chemin Sainte-Angélique, de la montée Saint-Robert et du chemin Saint-Louis. La voie ferrée du Canadien Pacifique passe dans la partie est du territoire. La rue de Carillon relie le secteur sud au centre de la municipalité, ce qui permet la fermeture définitive du passage à niveau non sécurisé du chemin Saint-Angélique vers la rue Duhamel. Trois pipelines traversent l'est du territoire de Saint-Lazare : le pipeline Trans Northern, le gazoduc TOM et le gazoduc de TransCanada.

## Économie
L'entreprise Savons de légendes, de Saint-Lazare, fabrique différentes sortes de savons aux huiles et arômes particuliers. Elle offre entre autres un savon de Vaudreuil-Soulanges composé de bière, de sirop d'érable, d'huile de tournesol et de cire d'abeille provenant de producteurs régionaux.

## Culture
Le palais de justice de Vaudreuil est construit selon les plans d'Adolphe Moffat en 1859.
L'écrivaine lazaroise Sonia Alain écrit des romans historiques et fantastiques comme Le masque du gerfaut (2009), L'amour au temps de la guerre de Cent ans (1. La tourmente, 2012 et 2. L'insoumission), Les gardiens des portes (1. Abbygaelle, 2014; 2. Alicia, 2014; 3. Amélie),,,. Plusieurs chansonniers et groupes musicaux donnent des spectacles à la boîte chez Maurice, les jeudis étant consacrés à l'humour. La ville de Saint-Lazare s'est doté d'une politique culturelle en 2010. Elle a ainsi défini un programme d’acquisition d’œuvres d’art et de constitution d'une collection d’œuvres d’artistes de Saint-Lazare et d’en faire la promotion au bénéfice des citoyens. Les artistes visuels de Saint-Lazare comptent entre autres Lorraine Bouchard, émailleure et Madeleine Turgeon mosaïste, Gisèle Lapalme, artiste-peintre, et Pauline Vohl, aquarelliste. Les poètes de Saint-Lazare comptent entre autres Catherine Chandler, auteur de quatre livres de poésie, Lines of Flight (2011), This Sweet Order (2012), Glad and Sorry Seasons (2014), et The Frangible Hour (2016), lauréat du prix Richard Wilbur aux États-Unis.

## Société
Saint-Lazare a une longue tradition équestre. Avec Hudson, la région a longtemps été un pôle de la communauté canadienne d’équitation et est reconnue internationalement comme académie de compétitions hippiques. Les concours hippiques de Pépinière et de Saint-Lazare, qui y ont lieu depuis 1974, attirent 10 000 visiteurs annuellement,. Le Cercle des Fermières de Saint-Lazare existe depuis 1943.
Les personnalités liées à la municipalité comprennent entre autres Dionel Bellemare (1880-1950), maire et député provincial de Vaudreuil; Sonia Alain, écrivaine.
En août 2015, la ville présente la première édition du festival Au Galop

## Éducation
La Commission Scolaire des Trois-Lacs administre les écoles francophones.
- École à l'Orée-du-Bois
- École Auclair
- École des Étriers
- L'école Saint-Thomas à Hudson sert d'autres parties de la ville[47]

La Commission scolaire Lester-B.-Pearson administre les écoles anglophones:
- École primaire Birchwood
- École primaire Evergreen Elementary School
- École primaire Forest Hill Elementary School
- L'École primaire Mount Pleasant à Hudson dessert une partie de la ville[48].
- École secondaire Hudson (en) (pavillon junior) - Le pavillon senior est situé à Hudson